# Фарук (Фарс)
Фару́к или Пару́ (перс. فاروق‎) — небольшой город на юге Ирана, в провинции Фарс. Входит в состав шахрестана  Марвдешт. По данным переписи, на 2006 год население составляло 5 227 человек.

## География
Город находится в центральной части Фарса, в горной местности юго-восточного Загроса, на высоте 1 707 метров над уровнем моря.
Фарук расположен на расстоянии приблизительно 60 километров к северо-востоку от Шираза, административного центра провинции и на расстоянии 645 километров к юго-юго-востоку (SSE) от Тегерана, столицы страны.